# Phthorima extensor
Phthorima extensor är en stekelart som beskrevs av Joseph Augustine Cushman 1920. Phthorima extensor ingår i släktet Phthorima och familjen brokparasitsteklar. Inga underarter finns listade i Catalogue of Life.